# Britain's Next Top Model (mùa 2)
Britain's Next Top Model, Mùa thi 2 là chương trình thứ hai của phiên bản truyền hình thực tế Britain's Next Top Model, được sản xuất dựa theo chương trình gốc America's Next Top Model của cựu siêu mẫu Tyra Banks.
Chương trình được trình chiếu trên kênh LIVINGtv và kênh Channel V quốc tế. Lisa Snowdon, khách mời của mùa thi trước đã trở thành host của mùa thi này. Và tương tự với Lisa, Paula Hamilton thay thế vai trò của Marie Helvin.
Địa điểm quốc tế cho mùa này là Marrakesh cho top 4.
Người chiến thắng có cơ hội sở hữu:
- Một hợp đồng với công ty quản lý người mẫu Models 1
- Lên ảnh bìa cùng 6 trang biên tập cho tạp chí Company
- Chiến dịch quảng cáo cho Ford Fiesta
- 1 chiếc Ford Fiesta

Kết quả, Lianna Fowler, cô gái 18 tuổi đến từ Derby đã chiến thắng.

## Thí sinh
(Tuổi tính từ ngày dự thi)
| Thí sinh                | Tuổi | Chiều cao               | Quê quán             | Bị loại ở | Hạng |
| ----------------------- | ---- | ----------------------- | -------------------- | --------- | ---- |
| Yvette Stubbs           | 19   | 1,73 m (5 ft 8 in)      | West Sussex          | Tập 1     | 13   |
| Nina Malone             | 23   | 1,78 m (5 ft 10 in)     | Cambridge            | Tập 2     | 12   |
| Asha Hibbert            | 20   | 1,80 m (5 ft 11 in)     | Yorkshire            | Tập 3     | 11   |
| Lucy Flower             | 24   | 1,73 m (5 ft 8 in)      | Sheffield            | Tập 4     | 10   |
| Sophia Price            | 20   | 1,80 m (5 ft 11 in)     | Hemel Hempstead      | Tập 5     | 9    |
| Samantha Gerrard        | 20   | 1,78 m (5 ft 10 in)     | Newport, Wales       | Tập 6     | 8    |
| Georgina Edewor-Thorley | 19   | 1,80 m (5 ft 11 in)     | Luân Đôn             | Tập 7     | 7-6  |
| Tamar Higgs             | 23   | 1,74 m (5 ft 8+1⁄2 in)  | Kent                 | Tập 7     | 7-6  |
| Sarah Butler            | 20   | 1,78 m (5 ft 10 in)     | Surrey               | Tập 8     | 5    |
| Amber Niemann           | 19   | 1,76 m (5 ft 9+1⁄2 in)  | Pembrokeshire, Wales | Tập 9     | 4    |
| Jasmia Robinson         | 18   | 1,74 m (5 ft 8+1⁄2 in)  | Luân Đôn             | Tập 10    | 3    |
| Abigail Clancy          | 20   | 1,75 m (5 ft 9 in)      | Liverpool            | Tập 10    | 2    |
| Lianna Fowler           | 18   | 1,79 m (5 ft 10+1⁄2 in) | Derby                | Tập 10    | 1    |

### Hội đồng giám khảo
- Lisa Snowdon
- Jonathan Phang
- Paula Hamilton

## Các tập

### Tập 1
Khởi chiếu: 24 tháng 7 năm 2006
13 cô gái mới đã được gặp nhau tại một khách sạn để bắt đầu cuộc thi. Sau đó, họ được gặp Lisa & Hilary Alexander tại Café de Paris và sau đó phải tự trang điểm và làm tóc cho buổi trình diễn thời trang đầu tiên trước mặt khán giả. Các cô gái sau đó được di chuyển tới ngôi nhà chung của họ. Ngày hôm sau, họ được đưa tới trung tâm trượt tuyết Milton Keynes cho buổi chụp hình đầu tiên trong áo tắm, trong khi họ phải tạo dáng dưới −5 °C.
Ngày tiếp theo, các thí sinh đã được đưa tới trại quân đội cho thử thách đầu tiên là vượt chướng ngại vật, Asha là người thể hiện tốt nhất nên cô đã chọn Nina, Samantha, Sarah & Sophia cho phần thưởng là 1 buổi mua sắm miễn phí và 1 bữa tiệc coccktail tại khách sạn The Waldorf Hilton. Vào buổi đánh giá ngày hôm sau với sự xuất hiện của giám khảo khách mời là Nicky Johnston & Hilary Alexander, Sarah được gọi tên đầu tiên còn Yvette là thí sinh đầu tiên bị loại.
- Nhiếp ảnh gia: Nicky Johnston
- Khách mời đặc biệt: Hilary Alexander

### Tập 2
Khởi chiếu: 31 tháng 7 năm 2005
12 cô gái còn lại được đưa tới sân vận động đua chó Brighton & Hove cho một buổi học catwalk với Michelle Paradise trước khi có thử thách trình diễn thời trang trong váy làm từ bao rác, trong khi dắt chó đi trên sàn diễn thời trang. Kết quả là Jasmia chiến thắng thử thách và cô chọn Amber, Lianna, Lucy & Tamar cho phần thưởng là một bữa ăn tối tại nhà, trong khi những người còn lại sẽ phải nấu ăn theo sự hướng dẫn của đầu bếp Ian Pengelley, phục vụ bữa ăn và rửa bát chén.
Ngày hôm sau, họ đã có buổi chụp hình tiếp theo theo phong cách cặp đôi đồng tính của những năm 1940 theo cặp. Ngày tiếp theo, họ được đưa tới tiệm salon của Peter Grey cho diện mạo mới của mình. Vào buổi đánh giá ngày hôm sau với sự xuất hiện của giám khảo khách mời là Michelle Paradise, Sophia được gọi tên đầu tiên còn Nina là thí sinh tiếp theo bị loại.
- Nhiếp ảnh gia: Uli Weber
- Khách mời đặc biệt: Michelle Paradise, Ian Pengelley, Peter Grey

### Tập 3
Khởi chiếu: 7 tháng 8 năm 2005
11 cô gái còn lại được đưa tới rạp kịch 20th Century cho một buổi học về cách bộc lộ cảm xúc theo kiểu pin-up từ nữ hoàng Burlesque, Immodesty Blaize. Ngày hôm sau, họ đã có thử thách casting cho đạo diễn Beth Charkham, trong khi họ phải ngước lên từ dưới hồ bơi và hôn người mẫu nam sau khi nói câu lời thoại bằng tiếng Pháp. Kết quả là Abigail chiến thắng thử thách và cô chọn Georgina, Samantha & Sophia cho phần thưởng là một bữa ăn tối tại nhà hàng cùng với một bữa tối trong quán bar với 2 người mẫu nam và được mặc quần áo thiết kế.
Ngày tiếp theo, họ đã có buổi chụp hình tiếp theo trong phong cách burlesque. Vào buổi đánh giá ngày hôm sau với sự xuất hiện của giám khảo khách mời là Immodesty Blaize, Abigail được gọi tên đầu tiên còn Asha là thí sinh tiếp theo bị loại.
- Nhiếp ảnh gia: Mike Owen
- Khách mời đặc biệt: Immodesty Blaize, Beth Charkham, Hilary Alexander

### Tập 4
Khởi chiếu: 14 tháng 8 năm 2006
10 cô gái còn lại đã có một buổi học nhảy với vũ công Brendan Cole trước khi có thử thách nhảy với nhạc mở lên, Tamar chiến thắng thử thách và cô chọn Jasmia & Lucy cho phần thưởng là một bữa tối với Brendan tại khách sạn Oxo. Ngày hôm sau, họ được đưa tới Lucie Clayton Academy để học về cách tạo dáng với các kiểu quần áo.
Ngày tiếp theo, họ đã gặp đạo diễn Jonathan Clayton cho buổi chụp hình tiếp theo quảng cáo nước uống Appletiser, trong khi họ sẽ phải vừa cầm sản phẩm, vừa cố gắng bắt được viên kim cương ở phía trước và vừa tạo dáng trên bạt lò xo. Vào buổi đánh giá ngày hôm sau với sự xuất hiện của giám khảo khách mời là Brendan Cole, Sarah được gọi tên đầu tiên còn Lucy là thí sinh tiếp theo bị loại.
- Nhiếp ảnh gia: Omer Knaz
- Khách mời đặc biệt: Brendan Cole, Jean Broke-Smith, Ron Smith, Jonathan Clayton

### Tập 5
Khởi chiếu: 21 tháng 8 năm 2006
9 cô gái còn lại được đưa tới Destination Gym cho một buổi tập thể lực với Chris Mundle. Sau đó, họ được chia thành 2 nhóm để đi casting cho 2 nhà thiết kế: Neil Cunningham & Scott Henshall, mà không được đi tắm sau buổi tập thể lực. Ngày hôm sau, chuyên gia trang điểm Eric Jimenez đã xem xét gương mặt họ để biết cách trang điểm thích hợp trước khi họ có thử thách trang điểm trong 15 phút, Jasmia chiến thắng thử thách và nhận được 1 hộp trang điểm từ Urban Decay, cùng với việc cô chọn Amber để nhận một phần thưởng nữa là một chuyến bay trực thăng qua thành phố. Sau đó, họ được đưa tới nhà thờ Ukrainian Catholic Cathedral of the Holy Family in Exile vào nửa đêm, cho buổi chụp hình tiếp theo hóa thân thành cô dâu gothic dưới hầm mộ nhà thờ.
Ngày tiếp theo, Jasmia tổ chức sinh nhật mình nhưng không tổ chức cùng các cô gái, cô nhận được tin nhắn từ người thân của mình và Lisa sau đó gây bất ngờ khi cô sẽ dẫn Jasmia đi ăn tối tại nhà hàng Shanghai Blues và 1 đêm trong quán bar, cùng 5 cô gái khác là Amber, Lianna, Sarah, Georgina & Tamar. Vào buổi đánh giá ngày hôm sau với sự xuất hiện của giám khảo khách mời là Eric Jimenez, Lianna được gọi tên đầu tiên còn Sophia là thí sinh tiếp theo bị loại.
- Nhiếp ảnh gia: Julian Marshall
- Khách mời đặc biệt: Chris Mundle, Neil Cunningham, Scott Henshall, Eric Jimenez, Hilary Alexander

### Tập 6
Khởi chiếu: 28 tháng 8 năm 2006
8 cô gái còn lại đã có buổi chụp hình chân dung trong lớp trang điểm lấp lánh như kim loại. Quay về ngôi nhà chung, Lisa đến thăm các cô gái để yêu cầu họ hãy ghi chỉ trích phần điểm yếu của người khác vào tờ giấy, và mâu thuẫn bắt đầu xảy ra khi Lisa rời khỏi ngôi nhà chung. Sau đó, họ được đưa tới kênh phát thanh Heart 106.2 FM cho thử thách phỏng vấn với Toby Anstis, nhưng họ sẽ phải trả lời những câu hỏi đầy riêng tư. Kết quả là Amber & Samantha chiến thắng thử thách và họ chọn Abigail & Jasmia cho phần thưởng là một buổi thư giãn ỡ spa.
Ngày hôm sau, họ được đưa tới Southend-on-Sea để chụp thêm những tấm hình cho quyển portfolio của họ và khi quay về ngôi nhà chung, Karen Diamond từ Models 1 & Nicky Johnston đã xem portfolio của họ với những tấm hình đã chụp để đánh giá cách họ tạo dáng. Vào buổi đánh giá ngày tiếp theo với sự xuất hiện của giám khảo khách mời là Toby Anstis & Karen Diamond, Tamar được gọi tên đầu tiên còn Samantha là thí sinh tiếp theo bị loại.
- Nhiếp ảnh gia: John Swannell
- Khách mời đặc biệt: Toby Anstis, Nicky Johnston, Karen Diamond

### Tập 7
Khởi chiếu: 4 tháng 9 năm 2006
7 cô gái còn lại đã gặp đạo diễn Jason Clifford để biết thêm về buổi quay quảng cáo 30 giây cho trang sức QVC, trong khi họ phải tạo dáng dưới trời mưa. Quay về ngôi nhà chung, quán quân mùa trước Lucy Ratcliffe đến thăm các cô gái và được biết thêm về sự nghiệp người mẫu của cô sau chương trình. Ngày hôm sau, họ được đưa tới khách sạn Strand Palace cho thử thách họp báo trong việc giới thiệu sản phẩm là son bóng môi. Sau đó, họ đã tới trụ sở của tạp chí Company  và gặp tổng biên tập của tạp chí, Victoria White, để nghe nhận xét của cô trong buổi họp báo. Kết quả là Jasmia chiến thắng thử thách và cô chọn Tamar cho phần thưởng là một buổi xem kịch "One Flew Over The Cuckoo's Nest" tại rạp kịch Garrick và sẽ được gặp diễn viên Christian Slater sau buổi kịch tại phòng thay đồ.
Ngày tiếp theo, họ đã có buổi chụp hình tiếp theo trong phong cách đồng quê ở trang trại. Vào buổi đánh giá, các cô gái đã có thử thách tự thiết một chiếc áo trong 10 phút. Vào buổi đánh giá ngày hôm sau với sự xuất hiện của giám khảo khách mời là Victoria White, Abigail & Sarah gây ấn tượng nhất trong thử thách quay quảng cáo nên sẽ được xuất hiện trong chiến dịch quảng cáo cho QVC. Kết quả là Jasmia được gọi tên đầu tiên đầu tiên còn Georgina & Tamar rơi vào cuối bảng, nhưng Lisa sau đó giơ ra một tấm ảnh trắng và nói rằng cả 2 là thí sinh tiếp theo bị loại.
- Nhiếp ảnh gia: James Martin
- Khách mời đặc biệt: Jason Clifford, Gemma Hatton, Lucy Ratcliffe, Victoria White, Christian Slater

### Tập 8
Khởi chiếu: 11 tháng 9 năm 2006
5 cô gái còn lại háo hức thu dọn đồ đạc vì họ nghĩ rằng mình sẽ ra nước ngoài khi nhìn thấy 5 chiếc vali. Nhưng sau đó, họ được gặp chuyên gia stylish Saffron Aldridge để kiểm tra quần áo của họ như thế nào và hướng dẫn cho họ cách ăn mặc như một người mẫu. Quay về ngôi nhà chung, Lisa đến thăm các cô gái và từng người một đã có buổi nói chuyện với cô. Ngày hôm sau, họ đã có buổi chụp hình tiếp theo cho xe Ford Fiesta theo cá nhân và theo nhóm, trong khi họ phải vui vẻ khi tạt sơn vào xe. Sau đó, họ đã có bữa tối tại khách sạn Pelham với Jonathan và người mẫu Jerry Hall
Ngày tiếp theo, các cô gái đã có thử thách casting cho nhà thiết kế Elspeth Gibson, Lianna chiến thắng thử thách và cô chọn Sarah cho phần thưởng là được tham dự buổi khai mạc của phim Confetti cùng với Lisa. Vào buổi đánh giá ngày hôm sau với sự xuất hiện của giám khảo khách mời là Elspeth Gibson & Saffron Aldridge, Lisa thông báo rằng ai vượt qua được buổi loại trừ này sẽ được tới Marrakesh. Kết quả là Amber được gọi tên đầu tiên đầu tiên còn Sarah là thí sinh tiếp theo bị loại.
- Nhiếp ảnh gia: Lee Jenkins
- Khách mời đặc biệt: Saffron Aldridge, Fiona Pargeter, Jerry Hall, Elspeth Gibson

### Tập 9
Khởi chiếu: 18 tháng 9 năm 2006
4 cô gái còn lại được đưa tới Marrakesh và được di chuyển vào biệt thự sang trọng của họ. Sau đó, họ đã được thư giãn tại khu resort Nikki Beach với 4 chàng trai địa phương. Ngày hôm sau, họ được gặp Lisa tại khu chợ trời Souk cho thử thách phối đồ cho Lisa theo cặp, từ những bộ đồ họ mua trong chợ trời. Kết quả là Abigail & Lianna chiến thắng thử thách và nhận được một buổi thư giãn ở spa, trong khi Amber & Jasmia phải nấu món ăn địa phương cho người thắng cuộc.
Ngày tiếp theo, họ được đưa tới sa mạc cho buổi chụp hình tiếp theo theo phong cách đồng quê ở Marrakesh. Vào buổi đánh giá ngày hôm sau với sự xuất hiện của giám khảo khách mời là Nicky Johnston, Jasmia được gọi tên đầu tiên, còn Amber là thí sinh tiếp theo bị loại.
- Nhiếp ảnh gia: Nicky Johnston

### Tập 10
Khởi chiếu: 25 tháng 9 năm 2006
3 cô gái còn lại đã có một buổi học múa bụng từ vũ công Noor Talbi trước khi có thử thách cuối cùng là biểu diễn múa bụng trước ban giám khảo và khán giả, Abigail chiến thắng thử thách và nhận được một chiếc điện thoại T-Mobile Sidekick với lớp trang trí làm từ kim cương hồng của Swarovski. Ngày hôm sau, họ đã có một buổi thử đồ của nhà thiết kế Kenza Melehi. Sau đó, họ được đưa tới khu chợ trời Souk cho buổi chụp hình cuối cùng trong thiết kế của Kenza Melehi, mà họ phải hóa thân thành nữ hoàng Marốc. Vào buổi đánh giá ngày tiếp theo với sự xuất hiện của giám khảo khách mời là Jim Marks, Lianna được gọi tên đầu tiên, tiếp theo là Abigail còn Jasmia là thí sinh cuối cùng bị loại.
Abigail & Lianna sau đó được nhận lời khuyên từ Lisa trước khi luyện tập cho buổi trình diễn thời trang ngày mai. Ngày hôm sau, họ đã tham gia vào buổi trình diễn thời trang cuối cùng cho Djellaba. Vào buổi đánh giá cuối cùng, Lianna trở thành quán quân thứ hai của Britain's Next Top Model.
- Nhiếp ảnh gia: Jim Marks
- Khách mời đặc biệt: Noor Talbi, Kenza Melehi

## Tổng kết

### Thứ tự gọi tên
| Thứ tự | Tập      | Tập      | Tập      | Tập      | Tập      | Tập      | Tập            | Tập     | Tập     | Tập     | Tập     |
| Thứ tự | 1        | 2        | 3        | 4        | 5        | 6        | 7              | 8       | 9       | 10      | 10      |
| ------ | -------- | -------- | -------- | -------- | -------- | -------- | -------------- | ------- | ------- | ------- | ------- |
| 1      | Sarah    | Sophia   | Abigail  | Sarah    | Lianna   | Tamar    | Jasmia         | Amber   | Jasmia  | Lianna  | Lianna  |
| 2      | Tamar    | Jasmia   | Lianna   | Amber    | Tamar    | Amber    | Abigail        | Jasmia  | Abigail | Abigail | Abigail |
| 3      | Georgina | Lucy     | Lucy     | Lianna   | Amber    | Jasmia   | Lianna         | Abigail | Lianna  | Jasmia  |         |
| 4      | Lianna   | Asha     | Sarah    | Georgina | Jasmia   | Abigail  | Amber          | Lianna  | Amber   |         |         |
| 5      | Lucy     | Tamar    | Georgina | Samantha | Samantha | Georgina | Sarah          | Sarah   |         |         |         |
| 6      | Nina     | Georgina | Tamar    | Abigail  | Sarah    | Lianna   | Georgina Tamar |         |         |         |         |
| 7      | Amber    | Abigail  | Jasmia   | Sophia   | Georgina | Sarah    | Georgina Tamar |         |         |         |         |
| 8      | Samantha | Amber    | Sophia   | Jasmia   | Abigail  | Samantha |                |         |         |         |         |
| 9      | Abigail  | Samantha | Samantha | Tamar    | Sophia   |          |                |         |         |         |         |
| 10     | Asha     | Sarah    | Amber    | Lucy     |          |          |                |         |         |         |         |
| 11     | Sophia   | Lianna   | Asha     |          |          |          |                |         |         |         |         |
| 12     | Jasmia   | Nina     |          |          |          |          |                |         |         |         |         |
| 13     | Yvette   |          |          |          |          |          |                |         |         |         |         |

     Thí sinh bị loại
     Thí sinh chiến thắng chung cuộc

### Buổi chụp hình
- Tập 1: Áo tắm trong trời tuyết
- Tập 2: Ảnh trắng đen cặp đôi đồng tính những năm 1940
- Tập 3: Burlesque
- Tập 4: Ảnh quảng cáo nước uống Appletiser trên bạt lò xo
- Tập 5: Cô dâu gothic dưới hầm mộ
- Tập 6: Ảnh chân dung vẻ đẹp ánh kim
- Tập 7: Đời sống ở trang trại
- Tập 8: Ảnh quảng cáo cho xe Ford Fiesta trong khi tạt sơn vào xe
- Tập 9: Cuộc sống đồng quê ở Marrakesh
- Tập 10: Nữ hoàng Maroc

### Thay đổi vẻ ngoài
- Abigail: Tỉa tóc và thêm lọn vàng
- Amber: Nhuộm vàng
- Asha: Cắt ngắn một khúc
- Georgina: Cắt tầng và nhuộm đen
- Jasmia: Cắt cực ngắn
- Lianna: Tóc tém
- Lucy: Cắt ngắn một khúc
- Nina: Nhuộm sáng và cắt ngắn một khúc
- Samantha: Tóc bob nâu
- Sarah: Gỡ tóc nối ra và cắt ngắn
- Sophia: Tỉa phớt và nhuộm đỏ đậm
- Tamar: Nhuộm nâu sôcôla